# Casais de Santa Teresa
Casais de Santa Teresa é uma aldeia portuguesa da freguesia de Aljubarrota, município de Alcobaça.
Esta localidade possui uma igreja ou capela do século XVIII dedicada a Santa Teresa. Segundo a lenda, a santa padroeira teria aparecido numa oliveira, no local onde foi construída a igreja. Ter-lhe-iam então feito uma imagem, esculpida com os próprios ramos da oliveira que, segundo diz a tradição, ainda hoje se mantém verde apesar dos séculos que já passaram. A publicação comemorativa do VI Centenário da Batalha de Aljubarrota, de 1985, refere no entanto esta imagem como sendo de vulto, de pedra pintada e conservada num nicho. A mesma publicação refere que esta ermida era objecto de muita romagem, especialmente para votos relacionados com os ouvidos.
A festa da padroeira, Santa Teresa, realiza-se no último fim-de-semana de Julho, com a duração de três dias. Segundo a tradição local, no sábado que a precede, depois da alvorada, é terminada a ornamentação da igreja, do adro e das ruas por onde irá passar a procissão, começando também a funcionar a quermesse e o serviço de restaurante. O dia termina com baile, que habitualmente se prolonga até de madrugada. No domingo seguinte, depois da alvorada, tem lugar o peditório e a recolha de fogaças, feita de porta em porta e acompanhada por uma banda filarmónica e foguetes. Por volta do meio dia têm início as cerimónias religiosas, com uma missa solene com homilia é dedicada a Santa Teresa seguida de procissão, que percorre as principais ruas da terra. Nesse dia, a noite é novamente animada por um baile, que dura até de madrugada. Na segunda-feira seguinte, tem lugar um novo baile, no qual são entregues os prémios das rifas e dos jogos tradicionais que tiveram lugar durante as festas.
Existiam nesta aldeia algumas habitações muito antigas, com alpendres de colunas, várias das quais foram demolidas na década de 1980 e nas que a precederam, sendo substituídas por edifícios de traça moderna. Em 1985 na aldeia era ainda muito visível a influência da Abadia de Alcobaça, existindo ainda o edifício do monge lagareiro, e as ruínas do lagar dos frades.
Na aldeia existe ainda a Associação Recreativa Casais de Santa Teresa.